# Tremplin de Harris Hill
Le tremplin de Harris Hill est un tremplin de saut à ski situé à Brattleboro.